# マシュー・ゴールデン
マシュー・ゴールデン（Matthew Golden, 2003年8月1日 - ）は、アメリカ合衆国テキサス州ヒューストン出身のプロアメリカンフットボール選手。NFLのグリーンベイ・パッカーズに所属している。ポジションはワイドレシーバー。

## 経歴

### ハイスクール
高校卒業後はテキサスクリスチャン大学へ進学予定だったが、後にこれを撤回してヒューストン大学へ進学した。

### カレッジ

#### ヒューストン
1年目の2022年シーズン、第12週のイーストカロライナ大学戦で8レシーブ、127レシーブヤード、2つのレシービングTDを記録して勝利に貢献した。このシーズンは11試合に出場して38レシーブ、584レシーブヤード、7つのレシービングTDを記録した。
2023年シーズン、第7週のウェストバージニア大学戦で99ヤードのリターンTDを記録した。このシーズンは9試合に出場して38レシーブ、404レシーブヤード、6つのレシービングTDを記録。スペシャルチームでオールBig 12セカンドチームに選出された。

#### テキサス
2023年12月16日にテキサス大学への転校を発表した。
2024年シーズンは16試合に出場して58レシーブ、987レシーブヤード、9つのレシービングTDを記録した。シーズン終了後、2025年のNFLドラフトへアーリーエントリーした。
| シーズン | チーム       | 試合 | 試合 | レシーブ  | レシーブ    | レシーブ         | レシーブ | キックリターン | キックリターン | キックリターン   | キックリターン |
| シーズン | チーム       | 試合 | 先発 | レシ ーブ | 獲得 ヤード | 平均 獲得 ヤード | TD       | 回数           | 獲得 ヤード    | 平均 獲得 ヤード | TD             |
| -------- | ------------ | ---- | ---- | --------- | ----------- | ---------------- | -------- | -------------- | -------------- | ---------------- | -------------- |
| 2022     | ヒューストン | 11   | 8    | 38        | 584         | 15.4             | 7        | 5              | 116            | 23.2             | 0              |
| 2023     | ヒューストン | 9    | 9    | 38        | 404         | 10.6             | 6        | 9              | 321            | 35.7             | 2              |
| 2024     | テキサス     | 16   | 16   | 58        | 987         | 17.0             | 9        | 14             | 285            | 20.4             | 0              |
| 通算     | 通算         | 36   | 33   | 134       | 1,975       | 14.7             | 22       | 28             | 722            | 25.8             | 2              |

### グリーンベイ・パッカーズ
| 5 ft 11 in (180 cm)         | 191 lb (87 kg) | 30+5⁄8 in (78 cm) | 9+1⁄2 in (24 cm) | 4.29 s | 1.49 s | 2.49 s |
| All values from NFL Combine |                |                   |                  |        |        |        |

2025年のNFLドラフトにて1巡目全体23位でグリーンベイ・パッカーズから指名された。パッカーズが1巡目でワイドレシーバーを指名したのは2002年のジェイボン・ウォーカー以来、23年ぶりであった。